# Ospedale di Suzzara
L'Ospedale di Suzzara è un ospedale pubblico a gestione privata di Suzzara, in provincia di Mantova.

## Storia
L'ospedale venne costruito nel 1854 grazie a una donazione testamentaria fatta l'anno precedente da Pietro Montecchi, emulato nel 1856 dal fratello. Grazie ai nuovi fondi nel 1860 viene aperta una nuova sede, dedicata appunto ai Fratelli Montecchi.
Diventa un ospedale civile nel 1944 e a seguito dei danneggiamenti di guerra l'amministrazione pubblica fa consistenti investimenti, tant'è che alla nascita del Servizio Sanitario Nazionale diviene un'ASL.
Nel 1997, con la riforma del sistema socio-sanitario della Lombardia, viene sottoposto all'Azienda Ospedaliera Carlo Poma di Mantova ma viene chiuso per ragioni strutturali e viene aperta una struttura provvisoria in periferia.
Nel 2004 l'ospedale viene concesso per 18 anni all'azienda KOS, che si occuperà di gestirlo e ristrutturarlo, aprendo al contempo un reparto di riabilitazione. Ad oggi l'ospedale ha 100 posti letto ordinari e 30 specifici per la riabilitazione. La precedente struttura è stata ceduta al comune di Suzzara.
Il 1º luglio 2024 l'Ospedale cambia gestione. Il Gruppo Mantova Salus vince il bando di assegnazione per 10 anni. La denominazione dell'Ospedale diviene Ospedale Montecchi di Suzzara.